# Werkwoord
Het werkwoord (Latijn: verbum [afk.: ww.]) is een woordsoort die in bijna alle talen van de wereld samen met het subject (onderwerp) en eventueel een of meer objecten (voorwerpen) de basis vormt van een zin.

## Kenmerken
Werkwoorden kunnen algemeen worden gedefinieerd als een woordsoort die een handeling, gebeurtenis of toestand uitdrukt. 
Werkwoorden verschillen als woordsoort wezenlijk van naamwoorden, doordat ze geen verwijzende functie hebben maar een actie (doen, gooien), toestand (zijn, staan, drijven) of een gebeurtenis (sterven, glinsteren) uitdrukken.
Een belangrijk kenmerk van werkwoorden is verder dat ze in veel talen een groot aantal verschillende morfologische verschijningsvormen kunnen aannemen. Het voorkomen van deze verschillende vormen wordt vervoeging of conjugatie genoemd. Bij de vervoeging spelen een aantal aspecten zoals tijd, wijs en persoon een cruciale rol, de zogeheten grammaticale categorieën. Al deze aspecten komen in de vervoegde werkwoordsvormen tot uiting, met name in de specifieke uitgangen. In sommige (synthetische) talen zit er nog meer informatie in een werkwoordsvorm vervat, waardoor deze in extreme gevallen op zichzelf als een hele zin kan fungeren (dit heet ook wel taalkundige incorporatie).

## Overgankelijkheid
Men onderscheidt overgankelijke (transitieve) en onovergankelijke (intransitieve) werkwoorden.

### Overgankelijke werkwoorden
Overgankelijke of transitieve werkwoorden hebben naast een onderwerp ook een of meer objecten. Dit object is meestal een lijdend voorwerp, meewerkend voorwerp of voorzetselvoorwerp:
- Jan slaat Piet

Deze bovenstaande zin heeft één object, in dit geval ook het lijdend voorwerp: Piet. Jan is het onderwerp.
- Jan geeft Piet een boek

Deze zin heeft twee objecten: Piet en een boek (Piet is meewerkend voorwerp, een boek lijdend voorwerp).
Kenmerkend is dat het object subject wordt en vice versa, wanneer je het werkwoord passief maakt. Bijvoorbeeld: ‘ik sla hem’ wordt na passiveren: ‘hij wordt door mij geslagen’. Zie verder bedrijvende vorm en lijdende vorm.

### Onovergankelijke werkwoorden
Onovergankelijke of intransitieve werkwoorden hebben geen direct of indirect object:
- Hij glimt

Er zijn ook werkwoorden die zowel met als zonder object kunnen optreden:
- Het sneeuwt
- Het sneeuwt poedersuiker

Een onovergankelijk werkwoord kan wel een voorzetselvoorwerp hebben:
- Hij kijkt naar de film

N.B. Het werkwoord 'kijken' kan ook overgankelijk gebruikt worden: Hij kijkt de kat uit de boom.

## Alternatieve modellen
In termen van thematische relaties hebben transitieve werkwoorden altijd minstens twee argumenten, nl. het direct of indirect object, naast het onderwerp dat het eerste argument is. In dit verband wordt ook wel gesproken van valentie.

## Getal en persoon
In bijna alle talen (behalve de puur analytische) veranderen werkwoorden in meer of mindere mate van vorm al naargelang het getal, de persoon en soms ook het geslacht van het bijbehorende subject. Dit heet de vervoeging. De aldus aan het subject aangepaste werkwoordsvorm heet ook wel de persoonsvorm.
Met het getal wordt bedoeld enkelvoud (singularis) of meervoud (pluralis). Sommige talen kennen ook nog het tweevoud (dualis). Persoon onderscheiden wij in eerste, tweede en derde persoon. Deze zijn in het enkelvoud: (1) ik, (2) jij en u (en gij) en (3) hij, zij en het. In het meervoud: (1) wij, (2) jullie en u en (3) zij.

## Tijd
Werkwoorden worden ook vervoegd naar tijd (tempora):
- Onvoltooid tegenwoordige tijd (presens): ik loop
- Voltooid tegenwoordige tijd (perfectum): ik heb gelopen
- Onvoltooid verleden tijd (imperfectum): ik liep
- Voltooid verleden tijd (plusquamperfectum): ik had gelopen
- Onvoltooid tegenwoordige toekomende tijd (futurum simplex): ik zal lopen
- Voltooid tegenwoordige toekomende tijd (futurum exactum): ik zal gelopen hebben
- Onvoltooid verleden toekomende tijd (futurum praeteriti): ik zou lopen
- Voltooid verleden toekomende tijd (futurum exactum praeteriti): ik zou gelopen hebben

## Wijs
Werkwoorden kennen de volgende wijzen (modi):
Aantonende wijs (indicatief)Dit is de “normale” vorm van het werkwoord, die de werkelijkheid aangeeft: ik loop, hij liep.
Onbepaalde wijs (infinitief)Het hele werkwoord: lopen.
Gebiedende wijs (imperatief)Deze geeft over het algemeen een bevel weer: loop!
Aanvoegende wijs (conjunctief)De basisbetekenis van de conjunctief is: "iets dat niet waar is, iets waarvan niet zeker is of het waar is, of iets waarvan men wenst dat het waar is": hij zou lopen, hij zou dat gezegd hebben, ik wou dat het zo was.
Uit de hier gegeven formuleringen blijkt duidelijk dat het Nederlands – in tegenstelling tot veel andere talen – behoudens versteende uitdrukkingen geen aparte conjunctiefvormen meer kent, maar de betekenis van de conjunctief weergeeft met behulp van hulpwerkwoorden. Het Nederlands gebruikt het imperfectum van de aantonende wijs (was het maar zo) en/of omschrijft de betekenis van de conjunctief door middel van het hulpwerkwoord zullen: ik zou het niet doen.
Heel incidenteel komen nog echte conjunctiefvormen voor, bijvoorbeeld om extra nadruk te leggen op het bevel/advies/wens: leve de koningin!, het ga je goed, men zegge het voort en Tijdens de rechtszaak kwamen alle gruwelijke details over het drama aan bod. Wie daar kennis van wil nemen, leze de Telegraaf van vrijdag.
| modus         | wijs                 | voorbeeld                                              |
| ------------- | -------------------- | ------------------------------------------------------ |
| infinitief    | onbepaalde wijs      | lopen                                                  |
| participium   | deelwoord            | lopend gelopen                                         |
| indicatief    | aantonende wijs      | ik loop                                                |
| imperatief    | gebiedende wijs      | loop                                                   |
| conjunctief   | aanvoegende wijs     | dat hij lope                                           |
| conditionalis | voorwaardelijke wijs | Als (conditie), zou hij lopen Als (conditie), liep hij |
| optatief      | wensende wijs        | moge hij lopen                                         |
| gerundium     | verbaal substantief  | het lopen                                              |
| gerundivum    | verbaal adjectief    | er moet worden gelopen                                 |
| supinum       | verbaal substantief  | om te lopen                                            |